# Gaioxenus
Gaioxenus is een geslacht van kevers uit de familie van de loopkevers (Carabidae). De wetenschappelijke naam van het geslacht is voor het eerst geldig gepubliceerd in 1910 door Broun.

## Soorten
Het geslacht Gaioxenus is monotypisch en omvat slechts de volgende soort:
- Gaioxenus pilipalpis Broun, 1910